# Jesco von Puttkamer (Schriftsteller)
Jesco von Puttkamer (auch: Ernst von Bernouilly, Johannes von Parten, Jesco Leo Constantin von Puttkammer, Jesko Leo Konstantin von Puttkammer, Jesko von Puttkammer) (* 12. März 1858 in Charlottenburg; † 23. Januar 1916 in Dresden) war ein Militär, Publizist, Schriftsteller und Verleger.

## Leben
Puttkamer war Königlich Preußischer Lieutenant und nahm seinen Abschied 1878. Er arbeitete als Publizist, Schriftsteller und Verleger und war Gründer der Zeitschrift Universum. Er unternahm Reisen nach Italien, Frankreich und in die Schweiz. 1880 wurde er Verleger in Dresden.
Mit dem Roman Das Duallamädchen, der die Verhältnisse in der deutschen Kolonie Kamerun betrifft, ist Puttkamer einer der Vertreter der Kolonialliteratur.

## Werke
- Jesco von Puttkamer: Das Duallamädchen. Roman. Müller-Mann'sche Verlagsbuchhandlung, Leipzig 1908. Dieser Roman ist einer von insgesamt drei, anhand derer Gouaffo[4] analysiert, mit welchen erzählerischen Mitteln Kolonialautoren die Kolonien, in diesem Fall Kamerun, dem deutschen Lesepublikum nahezubringen versuchen.